# جام جهانی کشتی ۲۰۱۸ - آزاد مردان
مسابقه جام جهانی کشتی آزاد مردان به تاریخ ۷–۸ آوریل ۲۰۱۸ در آیووا سیتی، آیووا برگزار شد.

## مرحله گروهی
|  | تیم صعودکننده برای مکان ۱ |
|  | تیم صعودکننده برای مکان ۳ |
|  | تیم صعودکننده برای مکان ۵ |
|  | تیم صعودکننده برای مکان ۷ |

### گروه ۱
| تیم                 | بازی | برد | باخت |
| ------------------- | ---- | --- | ---- |
| ایالات متحده آمریکا | ۳    | ۳   | ۰    |
| ژاپن                | ۳    | ۲   | ۱    |
| گرجستان             | ۳    | ۱   | ۲    |
| هند                 | ۳    | ۰   | ۳    |

| ایالات متحده آمریکا ۱۰ - ۰ هند | ایالات متحده آمریکا ۱۰ - ۰ هند | ایالات متحده آمریکا ۱۰ - ۰ هند | ایالات متحده آمریکا ۱۰ - ۰ هند |
| وزن                            | ایالات متحده آمریکا            | نتیجه                          | هند                            |
| ------------------------------ | ------------------------------ | ------------------------------ | ------------------------------ |
| ۵۷ ک‌گ                          | توماس گیلمن                    | –                              | بدون کشتی گیر                  |
| ۶۱ ک‌گ                          | جو کولون                       | ۴ – ۴                          | ساندیپ تومار                   |
| ۶۵ ک‌گ                          | لوگان استیبر                   | ۱۲ – ۰                         | شروان شروان                    |
| ۷۰ ک‌گ                          | جیمز گرین                      | ۱۰ – ۰                         | آرون کومار                     |
| ۷۴ ک‌گ                          | جردن باروز                     | ۱۱ – ۱                         | وینود کومار                    |
| ۷۹ ک‌گ                          | کایل داک                       | ۱۱ – ۰                         | ساچین‌گیری                      |
| ۸۶ ک‌گ                          | دیوید تیلور                    | ۱۰ – ۰                         | پاوان کومار                    |
| ۹۲ ک‌گ                          | هایدن زیلمر                    | ۷ – ۰                          | دیپاک پونیا                    |
| ۹۷ ک‌گ                          | کایل اسنایدر                   | ۱۰ – ۰                         | ویکی ویکی                      |
| ۱۲۵ ک‌گ                         | دون برادلی                     | ۱۰ – ۰                         | سینگ پوش‌پندر                   |

| گرجستان ۳ - ۷ ژاپن | گرجستان ۳ - ۷ ژاپن  | گرجستان ۳ - ۷ ژاپن | گرجستان ۳ - ۷ ژاپن |
| وزن                | گرجستان             | نتیجه              | ژاپن               |
| ------------------ | ------------------- | ------------------ | ------------------ |
| ۵۷ ک‌گ              | تیموراز وانیشویلی   | ۰ – ۱۱             | یوکی تاکاهاشی      |
| ۶۱ ک‌گ              | لاشا لومتادزه       | ۲ – ۹              | رینیا ناکامورا     |
| ۶۵ ک‌گ              | ماگومد سعیدووی      | ۴ – ۷              | دایچی تاکاتانی     |
| ۷۰ ک‌گ              | لوان کلخساشویلی     | ۸ – ۱۰             | کی‌سوکه اوتوگورو    |
| ۷۴ ک‌گ              | تارزان مایسورادزه   | ۲ – ۱۱             | یوهی فوجینامی      |
| ۷۹ ک‌گ              | تاریل گافرینداشویلی | ۰ – ۱۱             | سوساکه تاکاتانی    |
| ۸۶ ک‌گ              | داویت خوتسیشویلی    | ۰ – ۶              | شوتا شیرای         |
| ۹۲ ک‌گ              | داتو مارساگیشویلی   | ۱۰ – ۰             | تاکاشی ایشیگورو    |
| ۹۷ ک‌گ              | گیوی ماتچاراشویلی   | ۱۰ – ۰             | تاکشی یاماگوچی     |
| ۱۲۵ ک‌گ             | زویاد مترولی        | ۳ – ۲              | تایکی یاماماتو     |

| ایالات متحده آمریکا ۷ - ۳ ژاپن | ایالات متحده آمریکا ۷ - ۳ ژاپن | ایالات متحده آمریکا ۷ - ۳ ژاپن | ایالات متحده آمریکا ۷ - ۳ ژاپن |
| وزن                            | ایالات متحده آمریکا            | نتیجه                          | ژاپن                           |
| ------------------------------ | ------------------------------ | ------------------------------ | ------------------------------ |
| ۵۷ ک‌گ                          | توماس گیلمن                    | ۱ – ۴                          | یوکی تاکاهاشی                  |
| ۶۱ ک‌گ                          | کن‌دریک می‌پل                    | ۲ – ۲                          | کازویا کویاهاگی                |
| ۶۵ ک‌گ                          | لوگان استیبر                   | ۵ – ۱۰                         | تاکوتو اوتوگورو                |
| ۷۰ ک‌گ                          | جیمز گرین                      | ۸ – ۵                          | کیرین کینوشیتا                 |
| ۷۴ ک‌گ                          | جردن باروز                     | ۷ – ۱                          | یوهی فوجینامی                  |
| ۷۹ ک‌گ                          | کایل داک                       | ۱۰ – ۰                         | سوساکه تاکاتانی                |
| ۸۶ ک‌گ                          | دیوید تیلور                    | ۱۲ – ۲                         | ماسائو ماتسوساکا               |
| ۹۲ ک‌گ                          | جیدن کاکس                      | ۱۱ – ۰                         | تاکاشی ایشیگورو                |
| ۹۷ ک‌گ                          | کایل اسنایدر                   | ۱۰ – ۰                         | تایرا سونودا                   |
| ۱۲۵ ک‌گ                         | نیک گویازدوفسکی                | ۱۰ – ۰                         | نوبویوشی آراکیدا               |

| گرجستان ۸ - ۲ هند | گرجستان ۸ - ۲ هند   | گرجستان ۸ - ۲ هند | گرجستان ۸ - ۲ هند |
| وزن               | گرجستان             | نتیجه             | هند               |
| ----------------- | ------------------- | ----------------- | ----------------- |
| ۵۷ ک‌گ             | تیموراز وانیشویلی   | –                 | بدون کشتی گیر     |
| ۶۱ ک‌گ             | لاشا لومتادزه       | ۱ – ۴             | ساندیپ تومار      |
| ۶۵ ک‌گ             | ماگومد سعیدووی      | ۳ – ۹             | شروان شروان       |
| ۷۰ ک‌گ             | لوان کلخساشویلی     | ۷ – ۲             | آرون کومار        |
| ۷۴ ک‌گ             | تارزان مایسورادزه   | ۱۰ – ۰            | وینود کومار       |
| ۷۹ ک‌گ             | تاریل گافرینداشویلی | ۱۱ – ۱            | ساچین‌گیری         |
| ۸۶ ک‌گ             | داویت خوتسیشویلی    | ۴ – ۳             | پاوان کومار       |
| ۹۲ ک‌گ             | داتو مارساگیشویلی   | ۱۰ – ۰            | دیپاک پونیا       |
| ۹۷ ک‌گ             | گیوی ماتچاراشویلی   | ۱۰ – ۰            | ویکی ویکی         |
| ۱۲۵ ک‌گ            | زویاد مترولی        | ۵ – ۰             | سینگ پوش‌پندر      |

| ایالات متحده آمریکا ۸ - ۲ گرجستان | ایالات متحده آمریکا ۸ - ۲ گرجستان | ایالات متحده آمریکا ۸ - ۲ گرجستان | ایالات متحده آمریکا ۸ - ۲ گرجستان |
| وزن                               | ایالات متحده آمریکا               | نتیجه                             | گرجستان                           |
| --------------------------------- | --------------------------------- | --------------------------------- | --------------------------------- |
| ۵۷ ک‌گ                             | توماس گیلمن                       | ۶ – ۴                             | تیموراز وانیشویلی                 |
| ۶۱ ک‌گ                             | کن‌دریک می‌پل                       | ۴ – ۳                             | لاشا لومتادزه                     |
| ۶۵ ک‌گ                             | لوگان استیبر                      | ۱۰ – ۰                            | ماگومد سعیدووی                    |
| ۷۰ ک‌گ                             | جیمز گرین                         | ۸ – ۰                             | لوان کلخساشویلی                   |
| ۷۴ ک‌گ                             | جردن باروز                        | ۱۰ – ۰                            | تارزان مایسورادزه                 |
| ۷۹ ک‌گ                             | کایل داک                          | ۱۰ – ۰                            | تاریل گافرینداشویلی               |
| ۸۶ ک‌گ                             | دیوید تیلور                       | ۱۱ – ۱                            | داویت خوتسیشویلی                  |
| ۹۲ ک‌گ                             | جیدن کاکس                         | ۰ – ۵                             | داتو مارساگیشویلی                 |
| ۹۷ ک‌گ                             | کایل اسنایدر                      | ۱۰ – ۰                            | گیوی ماتچاراشویلی                 |
| ۱۲۵ ک‌گ                            | نیک گویازدوفسکی                   | ۷ – ۰                             | زویاد مترولی                      |

| ژاپن ۹ - ۱ هند | ژاپن ۹ - ۱ هند   | ژاپن ۹ - ۱ هند | ژاپن ۹ - ۱ هند |
| وزن            | ژاپن             | نتیجه          | هند            |
| -------------- | ---------------- | -------------- | -------------- |
| ۵۷ ک‌گ          | یوکی تاکاهاشی    | –              | بدون کشتی گیر  |
| ۶۱ ک‌گ          | رینیا ناکامورا   | ۱۱ – ۰         | ساندیپ تومار   |
| ۶۵ ک‌گ          | تاکوتو اوتوگورو  | ۱۰ – ۰         | شروان شروان    |
| ۷۰ ک‌گ          | کیرین کینوشیتا   | ۱۰ – ۰         | آرون کومار     |
| ۷۴ ک‌گ          | کن هوساکا        | –              | وینود کومار    |
| ۷۹ ک‌گ          | سوساکه تاکاتانی  | ۱۰ – ۰         | ساچین‌گیری      |
| ۸۶ ک‌گ          | ماسائو ماتسوساکا | ۱۰ – ۰         | پاوان کومار    |
| ۹۲ ک‌گ          | تاکاشی ایشیگورو  | ۱ – ۲          | دیپاک پونیا    |
| ۹۷ ک‌گ          | تاکشی یاماگوچی   | ۶ – ۲          | ویکی ویکی      |
| ۱۲۵ ک‌گ         | نوبویوشی آراکیدا | ۴ – ۰          | سینگ پوش‌پندر   |

### گروه ۲
| تیم              | بازی | برد | باخت |
| ---------------- | ---- | --- | ---- |
| جمهوری آذربایجان | ۳    | ۳   | ۰    |
| کوبا             | ۳    | ۱   | ۲    |
| مغولستان         | ۳    | ۱   | ۲    |
| قزاقستان         | ۳    | ۱   | ۲    |

| مغولستان ۶ - ۴ قزاقستان | مغولستان ۶ - ۴ قزاقستان | مغولستان ۶ - ۴ قزاقستان | مغولستان ۶ - ۴ قزاقستان |
| وزن                     | مغولستان                | نتیجه                   | قزاقستان                |
| ----------------------- | ----------------------- | ----------------------- | ----------------------- |
| ۵۷ ک‌گ                   | بخبایار اردنبات         | ۱۰ – ۰                  | موحامبت کواتبک          |
| ۶۱ ک‌گ                   | تومنبیلگین توشینتولگا   | ۲ – ۱                   | رسول کالیف              |
| ۶۵ ک‌گ                   | باتمانگای باتچولون      | ۱ – ۱۱                  | سایاتبک اوکاسوف         |
| ۷۰ ک‌گ                   | سانجا گانبایار          | ۱ – ۴                   | میرجان آشیروف           |
| ۷۴ ک‌گ                   | مانداخناران گانزوریگ    | ۹ – ۰                   | دانیار کایسانوف         |
| ۷۹ ک‌گ                   | گانتولگین ایدرخو        | ۱ – ۱۱                  | ساکن آیتژانوف           |
| ۸۶ ک‌گ                   | یوتیومن اورگودول        | ۶ – ۴                   | الخان اسدوف             |
| ۹۲ ک‌گ                   | تورتوگنوخ لووساندروج    | ۱ – ۲                   | ایلیشان کیلایف          |
| ۹۷ ک‌گ                   | باتزول اولزیسایخان      | ۷ – ۵                   | مامد ابراگیموف          |
| ۱۲۵ ک‌گ                  | زولبو ناتساگسورن        | ۱۲ – ۲                  | اولگ بولتین             |

| جمهوری آذربایجان ۸ - ۲ کوبا | جمهوری آذربایجان ۸ - ۲ کوبا | جمهوری آذربایجان ۸ - ۲ کوبا | جمهوری آذربایجان ۸ - ۲ کوبا |
| وزن                         | جمهوری آذربایجان            | نتیجه                       | کوبا                        |
| --------------------------- | --------------------------- | --------------------------- | --------------------------- |
| ۵۷ ک‌گ                       | گئورگی ادیراشویلی           | ۷ – ۵                       | رینیری اندریو               |
| ۶۱ ک‌گ                       | احمدنبی گوارزاتیلوف         | ۸ – ۰                       | یولیس بون                   |
| ۶۵ ک‌گ                       | حاجی علی‌اف                  | ۲ – ۸ف                      | والدس توبیر                 |
| ۷۰ ک‌گ                       | جاشگون عظیموف               | ۷ – ۳                       | فرانکلین مارن               |
| ۷۴ ک‌گ                       | گادژی‌مراد عمروف             | ۲ – ۶                       | لیوان لوپز                  |
| ۷۹ ک‌گ                       | جبرییل حسن‌اف                | ۱۰ – ۰                      | یوآن زولوئتا                |
| ۸۶ ک‌گ                       | الکساندر گوستیف             | ۳ – ۲                       | یوریسکی توربلانسه           |
| ۹۲ ک‌گ                       | اصلان‌بک آلبروف              | ۷ – ۴                       | لازارو هرناندز              |
| ۹۷ ک‌گ                       | رومان باکیروف               | ۳ – ۰                       | رینیریس سالاس               |
| ۱۲۵ ک‌گ                      | جمال الدین ماگومداف         | ۳ – ۲                       | یودنی آلپاجون               |

| مغولستان ۳ - ۷ کوبا | مغولستان ۳ - ۷ کوبا   | مغولستان ۳ - ۷ کوبا | مغولستان ۳ - ۷ کوبا |
| وزن                 | مغولستان              | نتیجه               | کوبا                |
| ------------------- | --------------------- | ------------------- | ------------------- |
| ۵۷ ک‌گ               | بخبایار اردنبات       | ۴ – ۰               | رینیری اندریو       |
| ۶۱ ک‌گ               | تومنبیلگین توشینتولگا | ۴ – ۶               | یولیس بون           |
| ۶۵ ک‌گ               | باتمانگای باتچولون    | ۰ – ۱۱              | والدس توبیر         |
| ۷۰ ک‌گ               | سانجا گانبایار        | ۳ – ۵               | فرانکلین مارن       |
| ۷۴ ک‌گ               | مانداخناران گانزوریگ  | ۳ – ۳               | لیوان لوپز          |
| ۷۹ ک‌گ               | گانتولگین ایدرخو      | ۱۰ف – ۶             | یوآن زولوئتا        |
| ۸۶ ک‌گ               | یوتیومن اورگودول      | ۲ – ۳               | یوریسکی توربلانسه   |
| ۹۲ ک‌گ               | تورتوگنوخ لووساندروج  | ۳ –                 | لازارو هرناندز      |
| ۹۷ ک‌گ               | باتزول اولزیسایخان    | ۱ – ۱۱              | رینیریس سالاس       |
| ۱۲۵ ک‌گ              | زولبو ناتساگسورن      | ۲ – ۲               | یودنی آلپاجون       |

| جمهوری آذربایجان ۹ - ۱ قزاقستان | جمهوری آذربایجان ۹ - ۱ قزاقستان | جمهوری آذربایجان ۹ - ۱ قزاقستان | جمهوری آذربایجان ۹ - ۱ قزاقستان |
| وزن                             | جمهوری آذربایجان                | نتیجه                           | قزاقستان                        |
| ------------------------------- | ------------------------------- | ------------------------------- | ------------------------------- |
| ۵۷ ک‌گ                           | افغان خاشالوف                   | ۸ – ۱                           | موحامبت کواتبک                  |
| ۶۱ ک‌گ                           | احمدنبی گوارزاتیلوف             | ۱۵ – ۱۵                         | رسول کالیف                      |
| ۶۵ ک‌گ                           | حاجی علی‌اف                      | ۷ – ۱                           | سایاتبک اوکاسوف                 |
| ۷۰ ک‌گ                           | جاشگون عظیموف                   | ۷ – ۰                           | میرجان آشیروف                   |
| ۷۴ ک‌گ                           | گادژی‌مراد عمروف                 | ۲ – ۱                           | دانیار کایسانوف                 |
| ۷۹ ک‌گ                           | جبرییل حسن‌اف                    | ۸ – ۱                           | ساکن آیتژانوف                   |
| ۸۶ ک‌گ                           | الکساندر گوستیف                 | ۳ - ۰                           | الخان اسدوف                     |
| ۹۲ ک‌گ                           | اصلان‌بک آلبروف                  | ۱۰ – ۰                          | ایلیشان کیلایف                  |
| ۹۷ ک‌گ                           | رومان باکیروف                   | ۳ – ۲                           | مامد ابراگیموف                  |
| ۱۲۵ ک‌گ                          | جمال الدین ماگومداف             | ۳ – ۳                           | دولت شبان‌بای                    |

| مغولستان ۳ - ۷ جمهوری آذربایجان | مغولستان ۳ - ۷ جمهوری آذربایجان | مغولستان ۳ - ۷ جمهوری آذربایجان | مغولستان ۳ - ۷ جمهوری آذربایجان |
| وزن                             | مغولستان                        | نتیجه                           | جمهوری آذربایجان                |
| ------------------------------- | ------------------------------- | ------------------------------- | ------------------------------- |
| ۵۷ ک‌گ                           | بخبایار اردنبات                 | ۲ – ۱                           | افغان خاشالوف                   |
| ۶۱ ک‌گ                           | تومنبیلگین توشینتولگا           | ۷ – ۲                           | احمدنبی گوارزاتیلوف             |
| ۶۵ ک‌گ                           | باتمانگای باتچولون              | –                               | آقاهوسیان مصطفی‌یف               |
| ۷۰ ک‌گ                           | سانجا گانبایار                  | ۴ – ۹                           | جاشگون عظیموف                   |
| ۷۴ ک‌گ                           | مانداخناران گانزوریگ            | ۱۰ – ۶                          | گادژی‌مراد عمروف                 |
| ۷۹ ک‌گ                           | گانتولگین ایدرخو                | ۲ – ۱۲                          | جبرییل حسن‌اف                    |
| ۸۶ ک‌گ                           | یوتیومن اورگودول                | ۳ – ۱۰                          | الکساندر گوستیف                 |
| ۹۲ ک‌گ                           | تورتوگنوخ لووساندروج            | ۰ – ۱۱                          | اصلان‌بک آلبروف                  |
| ۹۷ ک‌گ                           | باتزول اولزیسایخان              | ۱ – ۱۰                          | رومان باکیروف                   |
| ۱۲۵ ک‌گ                          | زولبو ناتساگسورن                | ۲ – ۳                           | جمال الدین ماگومداف             |

| کوبا ۵–۵. برد قزاقستان | کوبا ۵–۵. برد قزاقستان | کوبا ۵–۵. برد قزاقستان | کوبا ۵–۵. برد قزاقستان |
| وزن                    | کوبا                   | نتیجه                  | قزاقستان               |
| ---------------------- | ---------------------- | ---------------------- | ---------------------- |
| ۵۷ ک‌گ                  | رینیری اندریو          | ۴ – ۱                  | موحامبت کواتبک         |
| ۶۱ ک‌گ                  | یولیس بون              | ۴ – ۶                  | رسول کالیف             |
| ۶۵ ک‌گ                  | والدس توبیر            | ۱۰ – ۰                 | سایاتبک اوکاسوف        |
| ۷۰ ک‌گ                  | فرانکلین مارن          | ۷ – ۱                  | میرجان آشیروف          |
| ۷۴ ک‌گ                  | لیوان لوپز             | –                      | دانیار کایسانوف        |
| ۷۹ ک‌گ                  | یوآن زولوئتا           | ۰ – ۶ف                 | ساکن آیتژانوف          |
| ۸۶ ک‌گ                  | یوریسکی توربلانسه      | ۴ – ۲                  | الخان اسدوف            |
| ۹۲ ک‌گ                  | لازارو هرناندز         | ۲ – ۱۲                 | ایلیشان کیلایف         |
| ۹۷ ک‌گ                  | رینیریس سالاس          | ۳ – ۳                  | مامد ابراگیموف         |
| ۱۲۵ ک‌گ                 | یودنی آلپاجون          | ۰ – ۱۰                 | دولت شبان‌بای           |

## مسابقات نهایی
| ایالات متحده آمریکا ۶ - ۴ جمهوری آذربایجان | ایالات متحده آمریکا ۶ - ۴ جمهوری آذربایجان | ایالات متحده آمریکا ۶ - ۴ جمهوری آذربایجان | ایالات متحده آمریکا ۶ - ۴ جمهوری آذربایجان |
| وزن                                        | ایالات متحده آمریکا                        | نتیجه                                      | جمهوری آذربایجان                           |
| ------------------------------------------ | ------------------------------------------ | ------------------------------------------ | ------------------------------------------ |
| ۵۷ ک‌گ                                      | توماس گیلمن                                | ۷ – ۸                                      | گئورگی ادیراشویلی                          |
| ۶۱ ک‌گ                                      | کن‌دریک می‌پل                                | ۶ – ۲                                      | افغان خاشالوف                              |
| ۶۵ ک‌گ                                      | لوگان استیبر                               | ۶ – ۳                                      | حاجی علی‌اف                                 |
| ۷۰ ک‌گ                                      | جیمز گرین                                  | ۴ – ۴                                      | جاشگون عظیموف                              |
| ۷۴ ک‌گ                                      | جردن باروز                                 | ۷ف – ۰                                     | گادژی‌مراد عمروف                            |
| ۷۹ ک‌گ                                      | کایل داک                                   | ۵ – ۳                                      | جبرییل حسن‌اف                               |
| ۸۶ ک‌گ                                      | دیوید تیلور                                | ۱۲ – ۲                                     | الکساندر گوستیف                            |
| ۹۲ ک‌گ                                      | جیدن کاکس                                  | ۴ – ۴                                      | اصلان‌بک آلبروف                             |
| ۹۷ ک‌گ                                      | کایل اسنایدر                               | ۱۴ – ۳                                     | رومان باکیروف                              |
| ۱۲۵ ک‌گ                                     | نیک گویازدوفسکی                            | ۳ – ۴                                      | جمال الدین ماگومداف                        |

| ژاپن ۶ - ۴ کوبا | ژاپن ۶ - ۴ کوبا | ژاپن ۶ - ۴ کوبا | ژاپن ۶ - ۴ کوبا   |
| وزن             | ژاپن            | نتیجه           | کوبا              |
| --------------- | --------------- | --------------- | ----------------- |
| ۵۷ ک‌گ           | یوکی تاکاهاشی   | ۷ – ۵           | رینیری اندریو     |
| ۶۱ ک‌گ           | کازویا کویاهاگی | ۹ – ۶           | یولیس بون         |
| ۶۵ ک‌گ           | دایچی تاکاتانی  | ۱۰ – ۸          | والدس توبیر       |
| ۷۰ ک‌گ           | کی‌سوکه اوتوگورو | ۴ - ۸           | فرانکلین مارن     |
| ۷۴ ک‌گ           | یوهی فوجینامی   | ۱۶ – ۵          | لیوان لوپز        |
| ۷۹ ک‌گ           | سوساکه تاکاتانی | ۱۰ – ۰          | یوآن زولوئتا      |
| ۸۶ ک‌گ           | شوتا شیرای      | ۱ - ۴           | یوریسکی توربلانسه |
| ۹۲ ک‌گ           | تاکاشی ایشیگورو | ۴ - ۴           | لازارو هرناندز    |
| ۹۷ ک‌گ           | تایرا سونودا    | ۰ - ۱۲          | رینیریس سالاس     |
| ۱۲۵ ک‌گ          | تایکی یاماماتو  | ۶ – ۵           | یودنی آلپاجون     |

| گرجستان ۶ - ۴ مغولستان | گرجستان ۶ - ۴ مغولستان | گرجستان ۶ - ۴ مغولستان | گرجستان ۶ - ۴ مغولستان |
| وزن                    | گرجستان                | نتیجه                  | مغولستان               |
| ---------------------- | ---------------------- | ---------------------- | ---------------------- |
| ۵۷ ک‌گ                  | تیموراز وانیشویلی      | ۰ – ۴                  | بخبایار اردنبات        |
| ۶۱ ک‌گ                  | لاشا لومتادزه          | ۰ – ۱۱                 | تومنبیلگین توشینتولگا  |
| ۶۵ ک‌گ                  | ماگومد سعیدووی         | –                      | بدون کشتی گیر          |
| ۷۰ ک‌گ                  | لوان کلخساشویلی        | ۲ - ۱                  | سانجا گانبایار         |
| ۷۴ ک‌گ                  | تارزان مایسورادزه      | ۷ - ۱                  | مانداخناران گانزوریگ   |
| ۷۹ ک‌گ                  | تاریل گافرینداشویلی    | ۲۲ - ۱۷                | گانتولگین ایدرخو       |
| ۸۶ ک‌گ                  | داویت خوتسیشویلی       | ۵ – ۱۲                 | یوتیومن اورگودول       |
| ۹۲ ک‌گ                  | داتو مارساگیشویلی      | ۵ف - ۰                 | تورتوگنوخ لووساندروج   |
| ۹۷ ک‌گ                  | گیوی ماتچاراشویلی      | ۱۰ - ۰                 | باتزول اولزیسایخان     |
| ۱۲۵ ک‌گ                 | زویاد مترولی           | ۰ – ۶                  | زولبو ناتساگسورن       |

| هند ۰ - ۱۰ قزاقستان | هند ۰ - ۱۰ قزاقستان | هند ۰ - ۱۰ قزاقستان | هند ۰ - ۱۰ قزاقستان |
| وزن                 | هند                 | نتیجه               | قزاقستان            |
| ------------------- | ------------------- | ------------------- | ------------------- |
| ۵۷ ک‌گ               | بدون کشتی گیر       | –                   | موحامبت کواتبک      |
| ۶۱ ک‌گ               | ساندیپ تومار        | ۶ – ۱۰              | رسول کالیف          |
| ۶۵ ک‌گ               | شروان شروان         | ۰ – ۱۰              | سایاتبک اوکاسوف     |
| ۷۰ ک‌گ               | آرون کومار          | ۰ – ۶               | میرجان آشیروف       |
| ۷۴ ک‌گ               | وینود کومار         | ۷ – ۱۳              | دانیار کایسانوف     |
| ۷۹ ک‌گ               | ساچین‌گیری           | ۰ – ۲ف              | ساکن آیتژانوف       |
| ۸۶ ک‌گ               | پاوان کومار         | ۲ – ۳               | الخان اسدوف         |
| ۹۲ ک‌گ               | دیپاک پونیا         | ۳ – ۱۰              | ایلیشان کیلایف      |
| ۹۷ ک‌گ               | ویکی ویکی           | ۰ – ۱۰              | مامد ابراگیموف      |
| ۱۲۵ ک‌گ              | سینگ پوش‌پندر        | ۰ – ۱۰              | دولت شبان‌بای        |

## جدول رده‌بندی
| تیم                 | بازی | برد | باخت |
| ------------------- | ---- | --- | ---- |
| ایالات متحده آمریکا | ۴    | ۴   | ۰    |
| جمهوری آذربایجان    | ۴    | ۳   | ۱    |
| ژاپن                | ۴    | ۳   | ۱    |
| کوبا                | ۴    | ۱   | ۳    |
| گرجستان             | ۴    | ۲   | ۲    |
| مغولستان            | ۴    | ۱   | ۲    |
| قزاقستان            | ۴    | ۲   | ۲    |
| هند                 | ۴    | ۰   | ۴    |